# 久里双水古墳

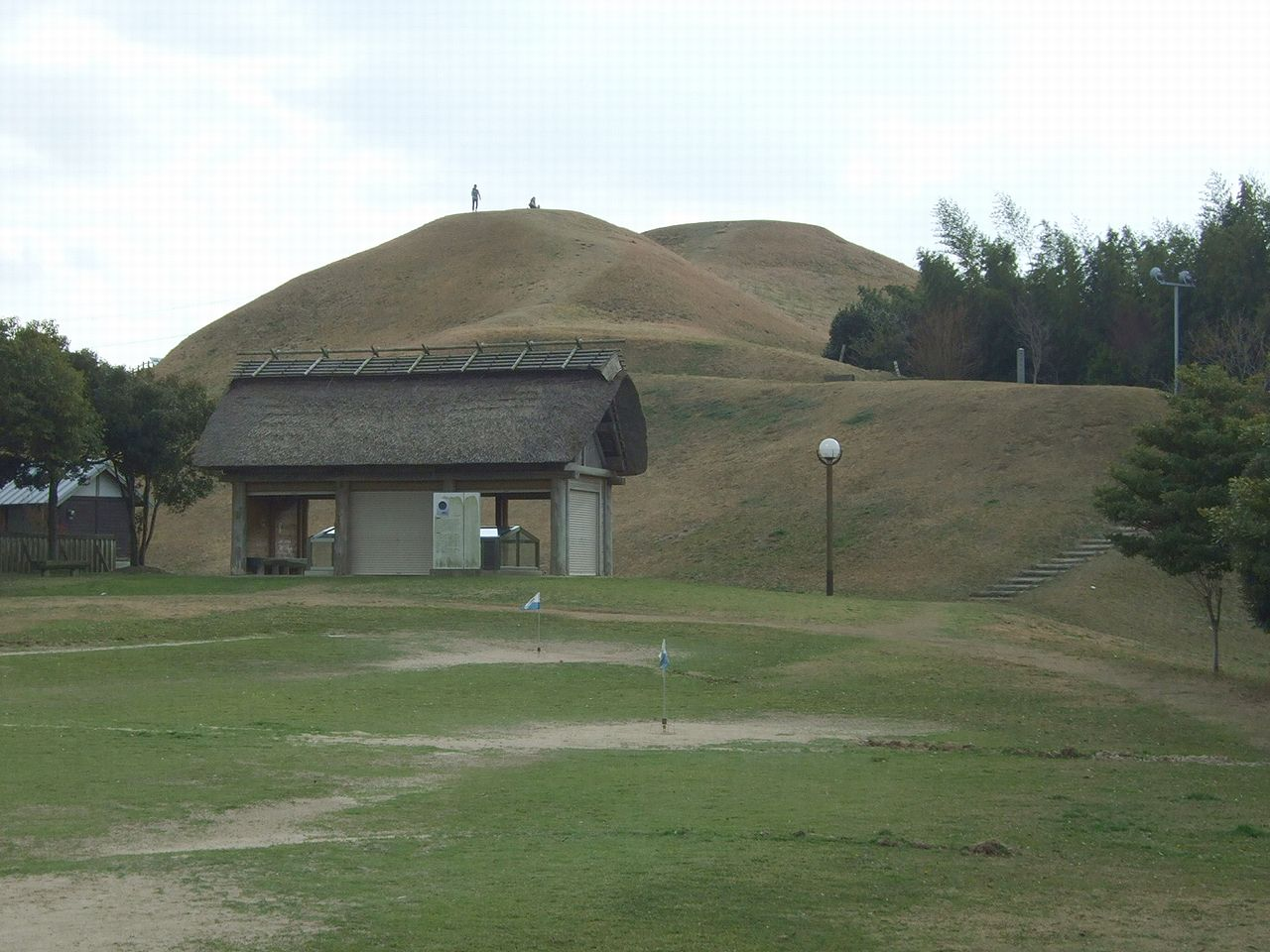
久里双水古墳公園

久里双水古墳（くりそうずいこふん）は、佐賀県唐津市双水にある古墳。形状は前方後円墳。佐賀県指定史跡に指定されている。

## 概要
1980年に労働者住宅生活協同組合の宅地造成事業中に発見された。全長108.5メートル、後円部径62.2メートル、前方部幅42.8メートルの前方後円墳である。3世紀末から4世紀ごろに作られたとされており、邪馬台国の起源をさかのぼる上でも重要な遺跡である。粘土で覆われた石室は砂岩製の天井石3枚で密閉されており、内径は高さ2.5メートル、幅0.9メートル、高さ1メートルの竪穴式石室が発見されている。
現在は公園として整備されている。ガラスに覆われた石室を見ることができるほか、古墳の頂上に登ると山本地区一帯を見渡すことができる。
発見当時はニュースステーションで紹介され、羽田健太郎がライトアップされた古墳の上でピアノを演奏した。
古墳域は1988年（昭和63年）に唐津市指定史跡に指定されたのち、2016年（平成28年）に佐賀県指定史跡に指定されている。また、出土品は2011年（平成23年）に佐賀県指定重要文化財に指定されている。

## 規模
- 墳丘長：108.5メートル
- 後円部直径：62.2メートル
- 前方部幅：42.8メートル

## 出土品
発掘されたものは以下の通り。
- 盤龍鏡（ばんりゅうきょう）
- 管玉（くがたま）
- 刀子（とうす） - 小刀のこと。

## 文化財

### 佐賀県指定文化財
- 重要文化財（有形文化財）
  - 久里双水古墳主体部出土品 4点（考古資料） - 明細は以下。2011年（平成23年）3月25日指定[3]。
    - 平縁盤龍鏡 1面
    - 碧玉製管玉 2点
    - 鉄製刀子 1口
- 史跡
  - 久里双水古墳 - 2016年（平成28年）4月28日指定[2]。

## 交通アクセス
- JR筑肥線山本駅から約800m

座標: 北緯33度23分47.13秒 東経129度59分10.02秒 / 北緯33.3964250度 東経129.9861167度